# Bridget Sloan
Bridget Elizabeth Sloan dit Bridget Sloan est une gymnaste américaine, née le 23 juin 1992 à Cincinnati. Elle commence la gymnastique à l'âge de 4 ans.

## Biographie
Elle a gagne la médaille d'or au Concours général individuel lors des Championnats du monde 2009 à Londres, et une médaille d'argent au Concours général par équipes à Beijing 2008 à côté de Shawn Johnson, Samantha Peszek, Nastia Liukin, Alicia Sacramone, et Chellsie Memmel.

## Palmarès

### Jeux olympiques
- Pékin 2008
  -  médaille d'argent au concours général par équipes

### Championnats du monde
- Londres 2009
  -  Médaille d'or au concours général individuel
  - 6e aux barres asymétriques

- Rotterdam 2010
  -  médaille d'argent au concours général par équipes
  - 4e aux barres asymétriques

### Jeux panaméricains
- Guadalajara 2011
  -  Médaille d'or au concours général par équipes

### Autres
- American Cup 2009 :
  -  2e au concours général